# Кабул
Кабу́л (пушту کابل, перс. کابل) — столиця та найбільше місто Афганістану. Лежить на річці Кабул. Розташований на висоті 1800 метрів над рівнем моря. Автотрасою сполучений з містами Газні, Кандагар, Герат, Мазарі-Шариф.
Населення станом на 2021 рік — 4 601 789 осіб.

## Історія
Перші згадки про місто зустрічаються на початку 2 століття під назвами Кабур і Карур. 
У період арабських завоювань Кабул був номінально підпорядкований халіфом Муавією I. 
У 9 столітті завойований Саффаридами. 
У 13 столітті зруйнований Чингісханом. 
При Бабурі Кабул став столицею держави Великих Моголів. 
З 1747 — у складі Дурранійської держави, а з 1773 — столиця цієї держави. Після її розпаду став центром афганської держави.
Під час афганських війн англійці захопили Кабул, потім були змушені на початку 1842 покинути місто через початок повстання.
Тадж-Бек — палац у південно-західній частини Кабула, побудований у 1920-х — резиденція шахів Афганістану.

## Клімат
Розташований у зоні континентального клімату, котра характеризується теплим літом і дуже посушливим кліматом. Найтепліший місяць — липень з середньою температурою 25,6 °C (78 °F). Найхолодніший місяць — січень, зі середньою температурою -1,1 °С (30 °F).
| Клімат Кабула           | Клімат Кабула | Клімат Кабула | Клімат Кабула | Клімат Кабула | Клімат Кабула | Клімат Кабула | Клімат Кабула | Клімат Кабула | Клімат Кабула | Клімат Кабула | Клімат Кабула | Клімат Кабула | Клімат Кабула |
| Показник                | Січ.          | Лют.          | Бер.          | Квіт.         | Трав.         | Черв.         | Лип.          | Серп.         | Вер.          | Жовт.         | Лист.         | Груд.         | Рік           |
| Абсолютний максимум, °C | 17            | 17            | 26            | 27            | 35            | 37            | 38            | 39            | 37            | 32            | 23            | 17            | 39            |
| Середній максимум, °C   | 2             | 4             | 11            | 18            | 23            | 28            | 31            | 30            | 26            | 20            | 13            | 6             | 17            |
| Середня температура, °C | −1            | 0             | 7             | 13            | 17            | 22            | 25            | 24            | 20            | 13            | 7             | 2             | 12            |
| Середній мінімум, °C    | −5            | −3            | 2             | 8             | 12            | 16            | 19            | 18            | 13            | 7             | 1             | −2            | 7             |
| Абсолютний мінімум, °C  | −20           | −22           | −8            | 0             | 3             | 7             | 9             | 8             | 2             | −2            | −8            | −15           | −22           |
| Норма опадів, мм        | 30            | 50            | 70            | 60            | 20            | 0             | 0             | 0             | 0             | 0             | 10            | 20            | 270           |
| ----------------------- | ------------- | ------------- | ------------- | ------------- | ------------- | ------------- | ------------- | ------------- | ------------- | ------------- | ------------- | ------------- | ------------- |
| Джерело: Weatherbase    |               |               |               |               |               |               |               |               |               |               |               |               |               |

## Демографія
Велику частину населення міста формують мовці дарі — таджики, хазарейці і фарсівани, меншину становлять пуштуни і узбеки. Також у місті живуть вихідці з Індії — сикхи і індуїсти, що говорять індо-арійськими діалектами.

## Економіка
Виготовляються боєприпаси, тканина, меблі, цукор.

## Транспорт
Зв'язок із зовнішнім світом здійснюється через Кабульський міжнародний аеропорт. Велика частина транспорту працює на дизельному паливі. Планувалося відновлення тролейбусного руху.

## Галерея

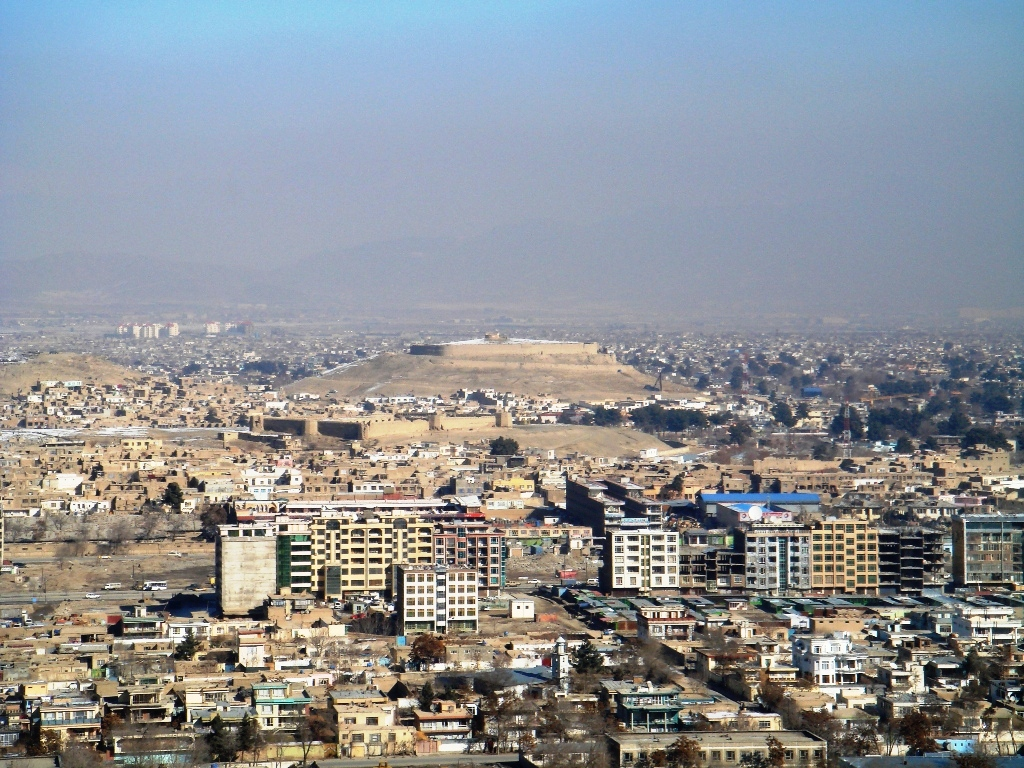
2009
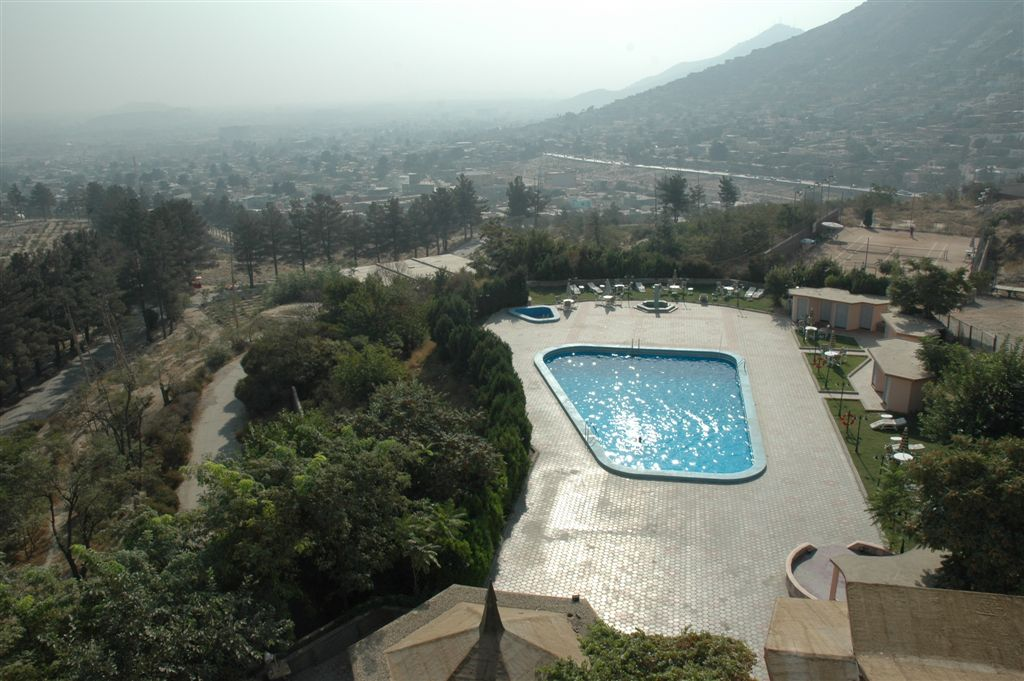
Вид з InterContinental
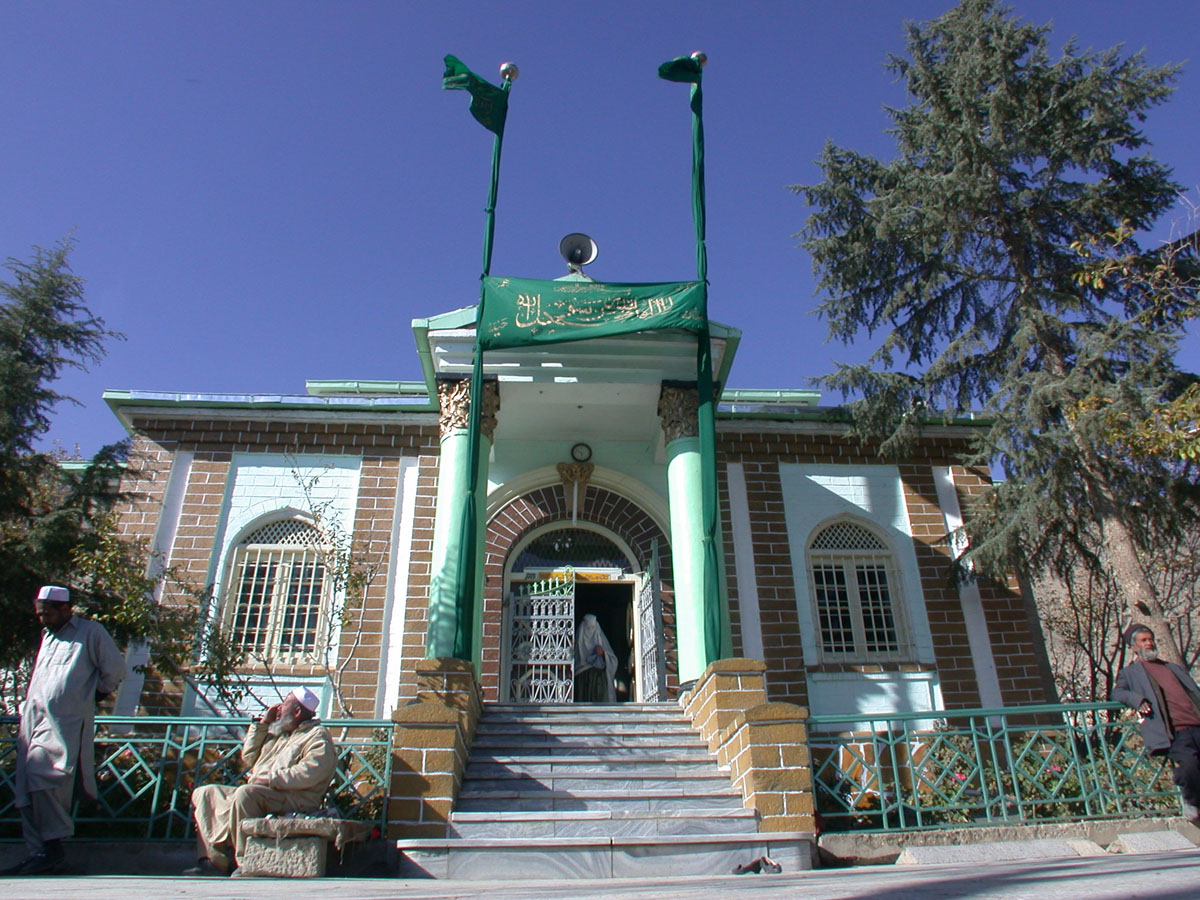
Мавзолей Тамір Ансара
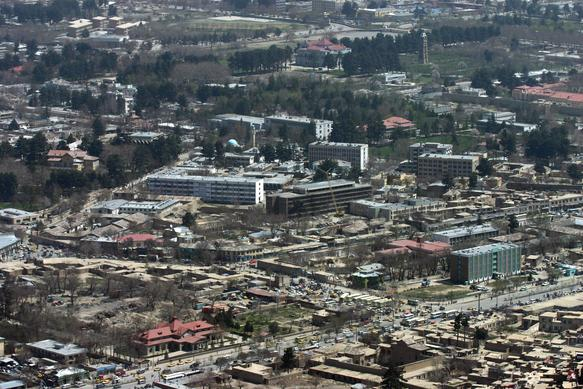
Центр міста
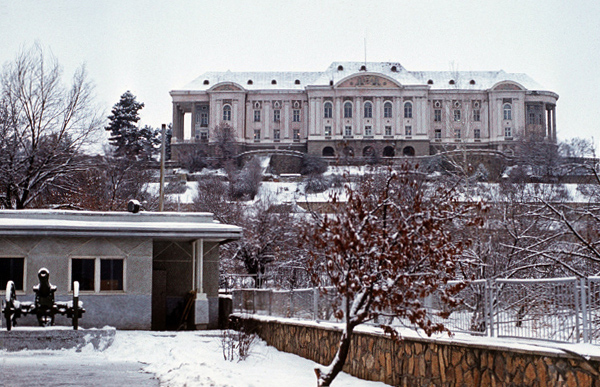
Палац Тадж-Бек